# 池谷薫 (アマチュア天文家)
池谷 薫（いけや かおる、1943年11月30日 - ）は、コメットハンターとして知られる、日本のアマチュア天文家。静岡県生まれ。

## 人物・来歴
1962年から本格的に彗星捜索を始め、翌1963年1月3日の未明に自作天体望遠鏡を使って自身の初彗星発見である池谷彗星（C/1963 A1）を見つけた。以後5年連続で5個の新彗星を発見するという偉業を達成したが、特に1965年に関勉と同日に発見した池谷・関彗星（C/1965 S1）が広く知られる。1980年代にはNGC3675とM58に超新星も発見。本業では「池谷光学研磨研究所」を立ち上げ公開天文台の大望遠鏡に至るまでの反射鏡を製作している。
2002年2月1日、中国の張大慶と同時に周期彗星池谷・張彗星（153P/Ikeya-Zhang）を発見。これは、1967年の池谷・関彗星（C/1967 Y1）以来、実に35年ぶりのことであった。最近では映画「ガラスの使徒」のモデルともなった。
2010年現在、反射望遠鏡の反射鏡の研磨の仕事の傍ら、彗星捜索を続けており、11月3日には新潟県の村上茂樹と共に、新彗星池谷・村上彗星を発見した。池谷は3日、村上は4日にそれぞれ独立して発見している。池谷自身は2002年の池谷・張彗星以来8年ぶり、通算で7個目の新彗星発見となった。
第16回NHK紅白歌合戦に地方審査員（中部地方）として出演、「新しい彗星の発見者」として紹介されている。
| C/1963 A1 池谷彗星                                | 1963年1月2日   |     |
| C/1964 N1 池谷彗星                                | 1964年7月3日   | [1] |
| C/1965 S1 池谷・関彗星                            | 1965年9月18日  |     |
| C/1966 R1 池谷・エバーハート彗星                  | 1966年9月8日   |     |
| C/1967 Y1 池谷・関彗星                            | 1967年12月28日 | [2] |
| 153P 池谷・張彗星                                 | 2002年2月1日   |     |
| 332P 池谷・村上彗星                               | 2010年11月2日  |     |
| - [1] 第二池谷彗星とも - [2] 第二池谷・関彗星とも |                |     |

## 著書・執筆
- 『えびなみつるの完全図解天体望遠鏡を作ろう』　えびなみつる 著,池谷薫 監修 - （誠文堂新光社、2002.2 ISBN 441620213X）